# Nguyễn Văn Phong
Nguyễn Văn Phong là một chính trị gia người Việt Nam. Ông hiện là Đại biểu Hội đồng nhân dân thành phố Hà Nội khóa 15, 16 nhiệm kỳ 2016-2026. Trong Đảng Cộng sản Việt Nam, ông là Phó Bí thư Thường trực Thành ủy Hà Nội khóa XVII nhiệm kỳ 2020-2025 , Ủy viên Hội đồng Lý luận Trung ương 

## Thân thế và giáo dục
Ông sinh ngày 12 tháng 6 năm 1968, quê quán tại xã Hồng Châu, huyện Đông Hưng, tỉnh Thái Bình. Ông có học vị Tiến sĩ Giáo dục học và Cao cấp lý luận chính trị .

## Sự nghiệp
- Ông là thành viên của Đảng Cộng sản Việt Nam từ ngày 14/9/1992 và chính thức từ 14/9/1993.
- Từ 1993-2002: Giảng viên, Khoa Lịch sử, Trường Đại học Sư phạm Hà Nội. Tham gia Ban Thường vụ rồi Phó Bí thư, Bí thư Đoàn Thanh niên Trường Đại học Sư phạm Hà Nội.
- Từ 2002-10/2006: Phó Bí thư thường trực Thành đoàn Hà Nội, Phó Chủ tịch Hội Sinh viên Việt Nam kiêm Chủ tịch Hội Sinh viên TP.Hà Nội.
- 10/2006-3/2009: Ủy viên BCH Đảng bộ TP.Hà Nội, Ủy viên Ban Thường vụ Trung ương Đoàn, Ủy viên Đoàn Chủ tịch Hội LHTN Việt Nam, Bí thư Thành đoàn, Chủ tịch Hội LHTN TP.Hà Nội.
- 3/2009-9/2009: Ủy viên BCH Đảng bộ TP.Hà Nội, Phó Bí thư Huyện ủy Sóc Sơn, Hà Nội.
- 9/2009-11/2013: Bí thư Huyện ủy, Chủ tịch HĐND huyện Sóc Sơn, Hà Nội. Đại biểu HĐND TP.Hà Nội khóa 14.
- 11/2013-11/2015: Phó Trưởng ban Tuyên giáo Thành ủy Hà Nội.
- 11/2015-10/2020: Ủy viên Ban Thường vụ, Trưởng ban Tuyên giáo Thành ủy Hà Nội, Đại biểu HĐND TP.Hà Nội khóa 15.
- 8/2016: tại Quyết định Số 35-QĐ/TW, Ban Bí thư chỉ định ông làm Ủy viên Hội đồng Lý luận Trung ương.
- 12/10/2020: tại Hội nghị lần thứ 1, BCH Đảng bộ TP.Hà Nội khóa 17, ông được bầu làm Phó Bí thư Thành ủy phụ trách xây dựng tổ chức cơ sở Đảng.
- Ông là 1 trong 60 đại biểu của TP.Hà Nội dự Đại hội Đại biểu toàn quốc lần thứ 13 của Đảng Cộng sản Việt Nam[4].
- Ngày 08/11/2024, đồng chí Bùi Thị Minh Hoài, Ủy viên Bộ Chính trị, Bí thư Thành ủy, Trưởng đoàn đại biểu Quốc hội thành phố Hà Nội thay mặt Ban Thường vụ Thành ủy Hà Nội ký ban hành Quyết định số 7738-QĐ/TU về việc phân công làm Phó Bí thư Thường trực Thành ủy Hà Nội khóa XVII, nhiệm kỳ 2020-2025 đối với đồng chí Nguyễn Văn Phong, Phó Bí thư Thành ủy Hà Nội. Quyết định đề nghị Văn phòng Thành ủy, các ban Đảng Thành ủy, các cơ quan, đơn vị liên quan và đồng chí Nguyễn Văn Phong căn cứ Quyết định thi hành. Quyết định này có hiệu lực thi hành kể từ ngày ký.